# Visale
La Garantie Visale est un dispositif du groupe Action Logement. C’est un outil social français, dont le but est de favoriser l’accès au logement pour qu'il ne soit plus un frein à l'accès à l'emploi. Il est financé à hauteur de 130 millions d’euros par Action Logement. Il s’agit d’un service de cautionnement des loyers impayés (charges comprises) et dégradations locatives gratuit qui permet aux jeunes et aux salariés entrant dans un emploi ou en mutation mais ne disposant pas des garanties suffisantes pour louer un logement, d’avoir un garant en dehors d’une personne physique et de sécuriser les revenus locatifs des bailleurs.
Les locataires pouvant bénéficier de ce cautionnement doivent faire la demande d’un visa pour certifier leur éligibilité. Le service Visale se porte garant des locataires et permet alors au bailleur d'obtenir un contrat de cautionnement. Il s’agit d’une garantie exclusive, non-cumulable avec d’autres dispositifs (garantie loyer impayé classique, caution solidaire…). En cas d’impayés, totaux ou partiels, Visale verse au propriétaire les montants dus sans délais de carence et sans franchise si les conditions de déclaration sont respectées. Le locataire est alors redevable de sa créance auprès d'Action Logement par le biais d'une subrogation validée par le bailleur et remboursera sa dette selon un échéancier réalisé en accord avec sa situation.
Un test d'éligibilité est disponible sur le site d'Action Logement.

## Création
Le dispositif est issu d’une convention quinquennale entre Action Logement et l’État français, qui court de 2015 à 2020.  Cet outil a pour objectif de faciliter l’accès au logement en France métropolitaine et DROM (hors COM).
La garantie Visale est lancé le 20 janvier 2016 par Sylvia Pinel, ministre du Logement, de l’Égalité des territoires et de la Ruralité, Michel Sapin, ministre des Finances et des Comptes publics, Jacques Chanut, président d’Action Logement et Jean-Jacques Denizard, président de l’APAGL. Le dispositif s’applique aux baux signés après le 20 janvier 2016. Le 19 juin 2018, la convention de mise en œuvre des évolutions de la garantie Visale est signée par Jacques Mézard, Ministre de la Cohésion des territoires, Julien Denormandie, Secrétaire d’État auprès du Ministre de la Cohésion des territoires, Bruno Arcadipane, Président d’Action Logement et Jean-Baptiste Dolci, Vice-président d’Action Logement.
Visale remplace l'assurance GRL, relative à la garantie des risques locatifs.

## Conditions d’application

### Pour les locataires
Contrairement à la Garantie universelle des loyers (GUL) prévue par la loi Alur mais non mise en œuvre, seuls certains profils sont couverts par Visale. Le dispositif concerne les locataires répondant à certains critères : 
- être majeur (18 ans) et jusqu’à 30 ans[4] (avant le 31e anniversaire) quelle que soit sa situation (salarié ou non, étudiant/alternant…) ;
- être un salarié de plus de 30 ans, d’une entreprise du secteur privé (ou relevant du régime social agricole), avoir été embauché (ou avec promesse d’embauche) depuis moins de six mois (hors CDI confirmé) ou être en mutation professionnelle ou gagner moins de 1 500 € net/mois ;
- ou être un ménage, qui s’installe dans un logement via un organisme agréé (agence d'intermédiation locative) ;
- tout public éligible au bail mobilité.

Le montant du loyer (charges comprises) maximum garanti est égal à 50 % de la somme de toutes les ressources des futurs co-titulaires du bail, dans la limite du plafond d’exclusion défini (1 500 € en Région Île-de-France / 1 300 € pour le reste de la France). Les étudiants sont éligibles en l'absence de justification de ressources dans la limite d’un loyer forfaitaire de 800 € en Région île de France et de 600 € pour le reste de la France.
Le cautionnement Visale n’est pas cumulable avec d’autres formes de garanties. Cependant le locataire peut faire la demande d’une avance Loca-pass (pour constituer son dépôt de garantie).

### Pour les propriétaires-bailleurs
Pour être éligible, le logement doit respecter certaines conditions. Visale couvre le parc locatif privé français en métropole et DROM hors COM, ainsi que le parc locatif social ou assimilé, spécifiquement pour les étudiants ou alternants de 30 ans au plus.
Visale agit comme une caution classique, totalement dématérialisée et simple à obtenir. Si le locataire est éligible à la garantie, un contrat de cautionnement entre le bailleur et Action Logement est validé en ligne. Une fois la garantie mise en place, celle-ci courra pendant toute la durée de location dans la limite de trente-six mensualités pour un logement du parc privé (ou neuf mensualités pour un logement du parc social ou assimilé loué à un étudiant).
Les dégradations locatives sont prises en charge, à concurrence d’un montant maximum de deux mois de loyer et charges, inscrits au bail, en complément du dépôt de garantie (à l’exception du bail mobilité qui se caractérise par l’absence de dépôt de garantie). Seuls les logements relevant du parc locatif privé sont couverts pour la dégradation locative.
Le bailleur peut cumuler des contrats de cautionnement Visale pour des biens différents. Il peut également obtenir une garantie Visale plusieurs fois pour le même bien en cas de changement de locataire.

## Mise en œuvre
Le locataire doit demander un visa via son interface sur le site de Visale. Ce Visa atteste de l’éligibilité du locataire au dispositif. Le visa contient sa durée de validité, le loyer maximum autorisé qui sera cautionné pour le locataire et un numéro unique qui permet d’identifier ce locataire. Après la demande, le visa est disponible sur l’interface en ligne du locataire en deux jours ouvrés. Le numéro du Visa permet ensuite au bailleur d’obtenir un contrat de cautionnement sur son interface sur le site Visale. Dans un troisième temps, le bail peut être signé. Il doit être réalisé conformément à la loi du 6 juillet 1989 et contenir une clause résolutoire. Au delà de deux personnes en colocation, une demande de visa doit être réalisée pour chaque locataire et le bail doit être individuel. Un bail cautionné par Visale ne peut pas être signé (locataire/bailleur) entre des membres de la même famille.